# ليزا فريمان
ليزا فريمان (بالإنجليزية: Lisa Freeman)‏ هي كاتِبة وممثلة أمريكية، ولدت في 28 يوليو 1957 في لوس أنجلوس في الولايات المتحدة.

## وصلات خارجية
- الموقع الرسمي
- ليزا فريمان على موقع IMDb (الإنجليزية)
- ليزا فريمان على موقع قاعدة بيانات الفيلم (الإنجليزية)